# فرشید فرزان
فرشید فرزان با نام تولد عزیزالله باقری (زاده ۱۳۲۳ - درگذشته ۱۳۸۵) دوبلور و بازیگر ایران بود و فعالیت‌های دیگر نظیر کارگردانی در سینما، مدیر دوبلاژ، فیلمنامه‌نویس، تهیه‌کننده و تدوینگر را در کارنامه هنری خود دارد.

## زندگی‌نامه

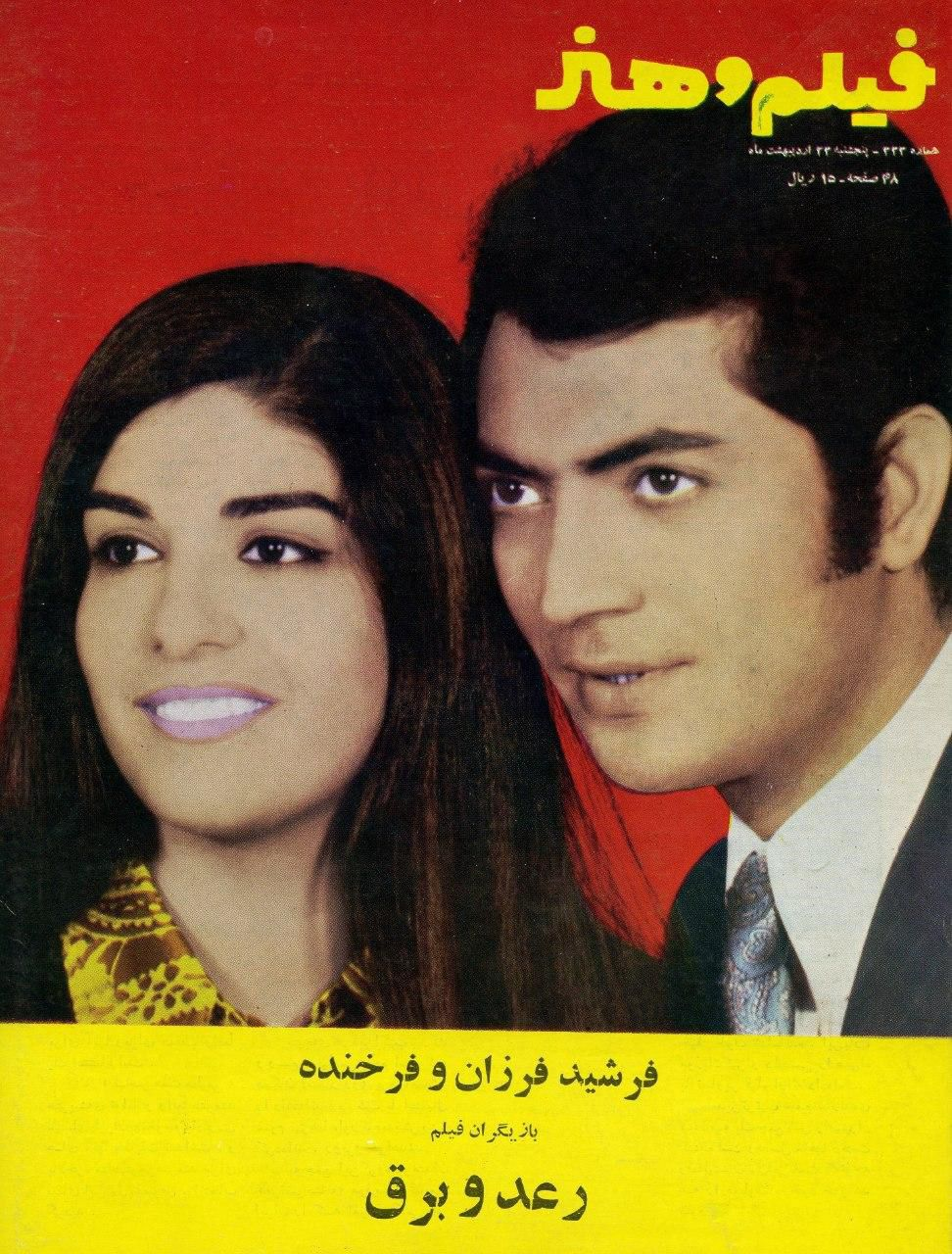
فرشید فرزان و فرخنده، منتشرشده در پشت جلد شمارهٔ ۳۳۳ مجلهٔ فیلم و هنر

فرشید فرزان با نام تولد عزیزالله باقری متولد ۱۳۲۳ در تهران بود. او دارای مدرک تحصیلی دیپلم بود و فعالیت در رادیو را از سال ۱۳۳۸، فعالیت در دوبله را از سال ۱۳۳۹ و بازی در سینما را با فیلم «عصیان» در سال ۱۳۴۵ به کارگردانی ساموئل خاچیکیان آغاز کرد.
وی نویسندگی و کارگردانی فیلم «رعد و برق» (۱۳۵۰) را در کارنامه هنری خود دارد. وی همسر فاطمه فرخنده‌مآل (فرخنده فرزان) دوبلور و گوینده رادیو بود.

## برخی از کارها
وی در عرصه دوبله بیشتر به گویندگی تیپ‌های خشن و جدی سینمایی می‌پرداخت و سابقه گویندگی و سرپرست گویندگی دارد
- بوسه بر لب‌های خونین (۱۳۵۲) گویندگی و سرپرست گویندگان
- دیوار شیشه‌ای (۱۳۵۰) گویندگی وسرپرست گویندگان
- ستارخان (کارگردان علی حاتمی)، دوبله به ترکی آذری گویندگی وسرپرست گویندگان
- ویکتور ماتیور (سامسون و دلیله، ۱۹۴۹، دوبله دوم)، جک پالانس (زمانی که دزد بودم، ۱۹۶۵، دوبله دوم)، رابرت رایان (این گروه خشن، ۱۹۶۹)، جورج کندی (فرودگاه، ۱۹۷۰، دوبله دوم)، بن جانسون (این فرار مرگبار، ۱۹۷۲)، جرج کندی (فرودگاه، ۱۹۷۰، دوبله دوم)، جیمز کابرن (یکه‌تازان، ۱۹۷۵)، تی لونگ (،انتقام شمشیرزن یک‌دست، ۱۹۷۱)گویندگی به‌جای بدمن‌های فیلم‌های فارسی نظیرفیلم گوزنها (۱۳۵۳) به جای عنایت بخشی و گرشا رئوفی و جلال پیشوائیان در اکثر فیلم‌ها و نیز گویندگی در انیمیشن «بچه خرس‌های قطبی» (میشکا و موشکا) در نقش موی عاقل را دارد.

## مرگ
وی در سال ۱۳۶۶ به آلمان مهاجرت کرد و در ۱۲ دی ماه ۱۳۸۵ در کلن، آلمان درگذشت.

## فیلم‌شناسی

### کارگردان
- رعد و برق (۱۳۵۰)

### نویسنده
- رعد و برق (۱۳۵۰)

### بازیگر
- پاپوش (۱۳۵۲)
- خیالاتی (۱۳۵۲)
- مطرب (۱۳۵۱)
- رعد و برق (۱۳۵۰)
- آدم و حوا (۱۳۴۹)
- سالار مردان (۱۳۴۷)
- کشتی نوح (۱۳۴۷)
- من هم گریه کردم (۱۳۴۷)
- فراری (۱۳۴۶)
- عصیان (۱۳۴۵)

### تهیه‌کننده
- رعد و برق (۱۳۵۰)